# Eileen Farrell
Eileen Farrell (Willimantic, Connecticut, 13 de febrer de 1920 -23 de març de 2002) fou una famosa cantant d'òpera estatunidenca, posseïdora d'una formidable veu de soprano. Va ser una autèntica soprano dramàtica amb una veu molt poderosa capaç de subtileses dignes d'una soprano lírica, podia canviar còmodament a cantar com a cantant de cançons populars. The Daily Telegraph va declarar que 
| « | "va ser una de les millors sopranos nord-americanes del segle 20; tenia una veu de proporcions magnífiques que utilitzava tant amb perspicàcia com amb art en una gran varietat de papers". I va descriure com tenir una veu "com un fenomen inigualable de la natura". Ella és per als cantants el que el Niàgara és a les cascades". | » |

Al llarg de la seva carrera, Farrell va ser molt admirada com a cantant d'òpera, encara que preferia la sala de concerts o la ràdio al teatre. Va ser una cantant wagneriana que mai no va cantar una òpera de Wagner en escena, només extractes i escenes en versió de concert.

## Biografia
Eileen Farrell va néixer el 13 de febrer de 1920 a Willimantic (Conneticut), tot i que a ella li agradava dir que era filla de Woonsocket, on va anar a viure de petita. Els seus pares eren cantants i actors de vodevil.
El 1942 va debutar en un concert a la ràdio de la CBS, on aviat va presentar el seu propi programa de ràdio. Durant els anys 1947-1948, va recórrer els Estats Units com a cantant de concert, i el 1949 va fer una gira per Amèrica del Sud. El recital de cançons que va donar a Nova York l'octubre de 1950 va ser molt aclamat i li van assegurar un reconeixement immediat. Aquell any, va aparèixer en versió de concert a l'òpera de Berg Wozzeck com a Marie.
L'any 1950 va debutar a Nova York cantant la Leonora de Fidelio en una versió de concert. Posteriorment, Toscanini la va contractar per a una representació de la Novena Simfonia de Beethoven amb l'Orquestra Simfònica de la NBC. L'any 1955 va ser escollida per posar la veu al biòpic de la soprano australiana Marjorie Lawrence a Interrupted Melody, interpretada per Eleanor Parker i Glenn Ford, i dirigida per la MGM per Curtis Bernhardt. Ja el 1956 va aparèixer davant d'una audiència de més de 13.000 espectadors sota la direcció del director Alfredo Antonini en una representació d'àries dErnani de Verdi a l'estadi Lewisohn de Nova York.
L'any 1957 va debutar a l'Òpera de Chicago i el 1958 a San Francisco. Al MET de Nova York no va debutar fins a l'any 1960, cantant l'Alceste de Gluck. Després va inaugurar la temporada 1962-63 amb la Maddalena de Coigny a Andrea Chénier al costat de Franco Corelli i Robert Merrill. AL MET va cantar també La Gioconda i la Leonora de La forza del destino, la Santuzza i la reina Isabel de la Atlantida de Manuel de Falla. Va romandre en el MET al llarg de la temporada 1963-64, cantant 44 interpretacions de 6 papers, després va tornar el març de 1966 per a dues últimes interpretacions com Maddalena.
Al llarg dels anys 1960 va ser una solista habitual amb l'Orquestra Filharmònica de Nova York dirigida per Leonard Bernstein i Victor de Sabata; també era una de les cantants favorites de Thomas Schippers.
Des de 1971 fins a 1980, Farrell va ser professora de música a l'escola de música de la Universitat d'Indiana, a Bloomington. Des de 1983 fins a 1985, va ser professora de música a la Universitat de Maine a Orono. També va fer diversos enregistraments de música de blues i jazz al final de la seva carrera i la mare superiora en la versió discogràfica de The sound of music amb Frederica von Stade. Va participar en la gravació de Trilogy amb Frank Sinatra.
La Farrell va dedicar part de la seva carrera, els últims anys i un cop retirada del repertori operístic i de les sales de concert, a cantar jazz. Va enregistrar diversos treballs discogràfics i va participar en la gravació de Trilogy amb Frank Sinatra. L'any 1993, hom encara va tenir l'oportunitat de veure a la televisió americana un programa amb la Farrell cantant jazz.
Farrell estava casada amb un policia de Nova York i no li agradava actuar lluny de la seva llar, per la qual cosa va perdre importants oportunitats i contractes. A part de cantar en altres teatres d'Amèrica, Eileen Farrell no va cantar a Europa i el més gros de tot, Eileen Farrell amb aquesta veu sumptuosa, dramàtica i bellíssima, mai va cantar Wagner sobre un escenari. De fet Eileen Farrell deia que s'estimava més cantar en concerts i per la ràdio. Potser estava acomplexada pel seu físic, més que rotund i majestàtic, però no gaire diferent del que hem vist amb altres il·lustres cantants wagnerianes. Sembla ser, i així ho fa saber en les seves memòries editades l'any 1990 (Can't Help Singing), que Rudolf Bing el carismàtic i tirànic director del MET, no la tenia en gran estima, i això era mutu.
Va morir el 1986. Va ser elegida membre del Saló de la Fama de Woonsocket. Un resident de Cliffside Park, Nova Jersey, Farrell va morir en una residència d'ancians a Park Ridge, Nova Jersey, el 23 de març de 2002, als 82 anys.

## Discografia seleccionada

### Recitals
- Opera Arias & Songs (Alceste, Oberon, Ernani, La Gioconda, Jeanne d'Arc, Hérodiade, L'Enfant Prodigue, The Consul. Songs)
- Eileen Farrell - Puccini, Gluck, Weber y escena y aria Ah perfido! de Beethoven - Max Rudolf, 1959
- Wagner - Wesendonck Lieder. Extractes de Tristan und Isolde, Götterdämmerung (Leonard Bernstein live 1961)
- Wagner - Wesendonck Lieder.Leopold Stokowski, 1949 / Siegfried, dúo final conSet Svanholm (Erich Leinsdorf, c.)
- Wagner - Tristan e Isolda (Liebestod). Inmolación de Brünnhilde de El ocaso de los dioses - Victor de Sabata, New York Ph. 1949
- Wagner - Liebestod de Tristan und Isolde. Götterdämmerung - Charles Munch, Boston SO 1957
- Verdi - Duets camb Richard Tucker
- Verdi - Àries - Eileen Farrell
- I gotta right to sing the Blues
- Eileen Farrell Sings Torch Songs (Harold Arlen, Cole Porter, Thelonious Monk, etc.)
- Carols for Christmas Eve
- The Christmas Album
- Classics for Children - Arthur Fiedler i els Boston Pops

### Òperes
- Berg - Wozzeck (Dmitri Mitropoulos live 1951)
- Donizetti - Maria Stuarda (Aldo Ceccato - con Beverly Sills)

### Oratoris i orquestrals
- Beethoven - Simfonia 9 (Arturo Toscanini)
- Beethoven - Missa Solemnis (Leonard Bernstein)
- Handel - Messiah (Eugene Ormandy)
- Vaughan Williams - Simfonia 4 (Leonard Bernstein)

### DVD
- Eileen Farrell - An American Prima Donna (Verdi, Gluck, Puccini, Ponchielli, Poulenc, Faure, Gershwin) (Mont-real, 1969)